# Колібрі-діамант чорногорлий
Колі́брі-діама́нт чорногорлий (Heliodoxa schreibersii) — вид серпокрильцеподібних птахів родини колібрієвих (Trochilidae). Мешкає в Південній Америці. Вид названий на честь австрійського зоолога Карла Франца Антона фон Шрайберса.

## Опис
Довжина представників номінативного підвиду становить 11,5-13 см, самці важать 9,9 г, самиці 7,1-8,5 г. Довжина представників підвиду H. s. whitelyana становить 13-14 см. У самців лоб і верхня частина тіла зелені, блискучі. Нижня частина тіла чорна, на нижній частині горла є невелика блискуча фіолетова пляма, окаймлена вузькою блискучою зеленою смугою. Хвіст сталево-синій, довгий, глибоко роздвоєний. За очима є невеликі білі плями. Дзьоб прямий, чорний, довжиною 28 мм. У самиць верхня частина тіла така ж, як у самців, на щоках у них білуваті або руді смуги. Нижня частина тіла у них сіра, поцяткована бронзово-зеленими плямами. Центральні стернові пера зелені, хвіст менш глибоко роздвоєний. Забарвлення молодих птахів є подібне до забарвлення самиць.

## Підвиди
Виділяють два підвиди:
- H. s. schreibersii (Bourcier, 1847) — південний схід Колумбії, схід Еквадору, північний схід Перу, північний захід Бразильської Амазонії (верхня течія Ріу-Негру);
- H. s. whitelyana (Gould, 1872) — схід Перу.

Деякі дослідники виділяють підвид H. s. whitelyana у окремий вид Heliodoxa whitelyana.

## Поширення і екологія
Чорногорлі колібрі-діаманти мешкають в Колумбії, Еквадорі, Перу і Бразилії. Вони живуть в підліску вологих рівнинних тропічних лісів терра-фірме, часто поблизу струмків, та в східних передгір'ях Анд, зокрема в горах Кордильєра-дель-Кондор. Зустрічаються на висоті від 400 до 1100 м над рівнем моря, в Еквадорі місцями на висоті до 1450 м над рівнем моря. Живляться нектаром квітучих рослин з родин вересових і мальвових, яких шукають на висоті 2-4 м над землею, а також комахами. Сезон розмноження триває з лютого по травень, іноді по жовтень. У кладці 2 яйця.